# Juan Irurieta
Juan Carlos Irurieta – argentyński piłkarz napastnik.
Jako gracz klubu Argentino de Quilmes Buenos Aires wziął udział w turnieju Copa América 1925, gdzie Argentyna zdobyła mistrzostwo Ameryki Południowej. Irurieta zagrał w dwóch meczach z Paragwajem - w drugim z nich zdobył bramkę. Łącznie w narodowych barwach rozegrał 6 spotkań i zdobył 2 bramki.